# Wenzel Zit

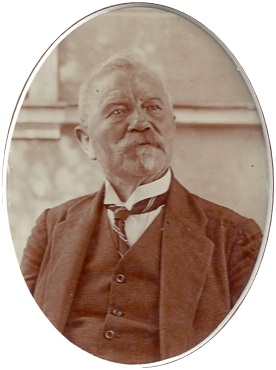
Wenzel Zit um 1927

Wenzel (auch Wenzl) Zit (* 2. März 1852 in Hudlice, südwestlich von Prag; † 3. April 1932 in Wien; zuletzt wohnhaft: Wien 8. Bezirk Strozzigasse 42) war ein österreich-tschechischer Kapellmeister und Komponist.

## Leben
Wenzel (auch Wenzl) Zit erblickte am 2. März 1852 in Hudlitz das Licht der Welt. Am 25. Jänner 1868 trat er beim Infanterieregiment 47 (IR47) als Eleve der Regimentsmusik bei. Er durchschritt in den Folgejahren die militärischen Dienstgrade, bis er schließlich am 6. September 1875 zum Regimentstambour ernannt wurde.
Im Mai des Jahres 1876 heiratete er in Viktring/Kärnten Anna Tschekl (* 30. Oktober 1850, † 23. April 1917). Aus dieser Ehe stammen die Kinder Wilhelm Josef, Wenzel Rudolf, Rosina Albine, Carl Egon und Anton. Am 15. September 1883 wurde er zum Infanterieregiment 84 (IR84) transferiert. Auch bei diesem Regiment fungierte er als Regimentstambour, bis er schließlich am 30. Juni 1891 als Feldwebel wegen „Übertrittes in den zivilen Staatsdienst“ mit „Abschied“ entlassen wurde.
Beim IR84 war Karl Komzák junior (1850–1905) ab 1883 Kapellmeister. Wenzel Zit war unter diesem berühmten Militärmusiker der 2. Dirigent der Regimentsmusik und dessen „Rechte Hand“.
Von Chormeister Eduard Kremser wurde er bald als Konzertmeister und Leiter der Orchesterbegleitung zum Wiener Männergesangsverein geholt. Vom Juni 1892 bis Juni 1904 sind insgesamt 25 Konzerte der Sommerliedertafeln und andere Auftritte mit der Wiener Radfahrerkapelle des Wenzel Zit in der Festschrift „Hundert Jahre Wiener Männergesangverein“ dokumentiert. In dieser wird auch auf die „glückliche Idee“ des MGV verwiesen „die besten Orchester Wiens – nicht zuletzt die Wiener Radfahrerkapelle Zit – zur Mitwirkung bei den Sommerliedertafeln heranzuziehen“.
Auch bei Sonnwendfeiern diverser Gesangvereine konzertierte Zit – ebenso bei der Abschiedsfeier des Schubertbundes am 12. Juli 1900 in Weigl’s Dreher-Park anlässlich der Paris Reise des Bundes.
Eine große Veranstaltung war am 1. Juli 1900 das Neunte Bundes Fest des Verbandes der Arbeitergesangvereine Niederösterreichs in Weigl’s Dreher-Park (38 Vereine – 1500 Sänger) – Musik machte die verstärkte Kapelle W. Zit

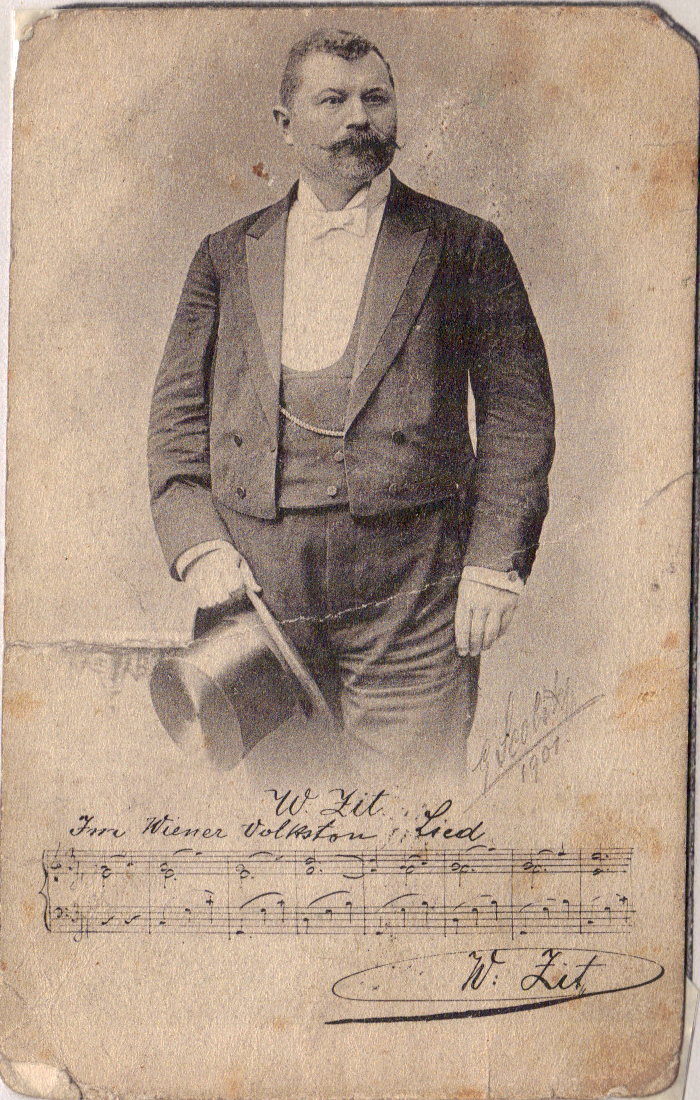
Wenzel Zit, um 1901

Eduard Kremser hat Wenzel Zit 1892 auch an Johann Weigl für dessen Dreher-Park in Meidling empfohlen. Wöchentliche Konzerte mit der Ersten Wiener Radfahrerkapelle – auch sog. Monsterkonzerte – waren während vieler Jahre ein besonderer Anziehungspunkt für die musikbegeisterten Wiener. Große Silvesterfeiern mit dieser Kapelle fanden in der Katharinenhalle statt. Am 4. Juni 1899 fand im Volksgarten Wien ein Konzert des Komitees zur Errichtung eines Lanner-Strauß-Denkmals statt. Eduard Kremser betrat unmittelbar nach dem Ende eines Komzàk-Potpouris die Bühne und machte dem zahlreich anwesenden Publikum die Mitteilung über das Ableben von Johann Strauss. „Die Kapelle Zit intonierte leise den Walzer An der schönen blauen Donau der stehend angehört wurde“. Weiters wurden Kompositionen von Carl Michael Ziehrer, Komzák, Kremser u. a. von den Komponisten selbst dirigiert. „Die Tonstücke wurden von der Kapelle Zit in ausgezeichneter Weise exekutiert“.
Im Dreher Park in Meidling (Weigl’s Etablissement) wurde am Christtag und Stefanitag (25./26.12.1893) die neu erbaute, 3000 Personen fassende Katharinen-Festhalle eröffnet. Das Festkonzert mit besonders gewähltem Programm wurde von der Radfahrerkapelle (60 Mann stark) unter W. Zit’s Leitung aufgeführt.
Der „Erste Wiener Lokalanzeiger“ berichtet am 3. März 1900 unter der Rubrik Ballnachrichten über die Veranstaltung zum bevorstehenden Abschied des IR 4 Hoch- und Deutschmeister nach Mostar/Herzegowina. An der Spitze des Festkomitees stand Regimentstambour Wilhelm Zit (Sohn des Kapellmeisters Wenzel Zit). Auch in der Zeitung „Die Reichswehr“ konnte man am 4. März 1900 über dieses Fest lesen. Unter den anwesenden Kapellmeistern war neben Franz Lehár, Scharff, Wilhelm Wacek (1864–1944) auch Wenzel Zit.
Am 1. Juli 1900 fand im Großen Musikvereinssaal eine Feier der Buchdruckergehilfen anlässlich des 500. Geburtstags Johannes Gutenbergs statt. „Kapellmeister Zit eröffnete sie mit seinem Orchester, und wohl angespornt vom Bestreben, den Anforderungen dieser der höchsten Kunst geweihten Stätte gerecht zu werden, leisteten die Musiker der Kapelle Zit ganz Vorzügliches“.
Der Österreichischer Touristen-Club (ÖTC) veranstaltete am 5. November 1892 das Schiestlhaus-Kränzchen. Die Radfahrerkapelle übernahm die Ballmusik. Das Baucomite will die notwendigen Mittel für die Erweiterung des Schiestlhauses am Hochschwab damit und mit anderen Aktionen auftreiben.
Auch bei Veranstaltungen der „Freien Typographia“ wie z. B. am 22. November 1896 wirkte die Radfahrerkapelle mit. Laut dem Bericht in der Deutschen Kunst- und Musikzeitung vom 15. Dezember 1896 wird auf die „fast übermäßig angestrengte Radfahrerkapelle“ verwiesen „besorgte sie doch die Begleitung der Haydn’schen Jahreszeiten im Chorverein und ihr eigenes Konzert“.
Auch zahlreiche Faschingsveranstaltungen wurden musikalisch durch die Radfahrerkapelle von W. Zit gestaltet. Nachzulesen im Humoristischen Wochenblatt FIGARO vom 4. Februar 1899.
Am Sonntag, 25. März 1900, fand in der Katharinen-Festhalle ein Benefizkonzert des Musikdirektors W. Zit statt. Der Komponist Karl Komzák und Eduard Kremser haben einige ihrer eigenen Werke persönlich dirigiert. „Schon die Mitwirkung dieser beiden Maestro zeigt, dass Zit sich einen ehrenden Namen in der Musikwelt geschaffen hat. Zit wird an diesem Abend mit einem besonders auserlesenen Programm überraschen.“
Ein weiteres Benefizkonzert wird im Neuigkeits-Wochenblatt am 25. März für Sonntag, 31. März 1901 angekündigt. Es wird dabei sehr ausführlich über das musikalische Wirken des Kapellmeisters berichtet.
Am Sonntag, den 31. März 1902 kündigt auch das Illustrirte Wiener Extrablatt das jährliche Benefizkonzert für den bekannten Musikdirektor in der Katharinenhalle an. „Bei diesem Konzert werden auch Kremser, Ziehrer und Compositeur Strizko neben Zit am Dirigentenpult stehen“.
In der Ausgabe vom 20. März 1902 kündigt auch das Illustrirte Wiener Extrablatt ein weiteres Benefizkonzert für kommenden Sonntag, 23. März, an. Auch dabei werden Kremser, Ziehrer und Komzàk mitwirken.
Am 5. April 1903 findet für den Musikdirektor in der Festhalle im Dreher Park abermals ein Benefiz-Monstre-Konzert statt. Seit 14 Jahren ist W. Zit Dirigent solcher Monstre-Konzerte. Es werden u. a. Prof. Eduard Kremser und C.M. Ziehrer eigene Kompositionen dirigieren. Außer den mitwirkenden Musikern (50 Mann) werden auch neue Lieder begleitet von Piston-Soli und Duo von den Virtuosen Tyle und Wilhelm Zit (Sohn des Wenzel Zit) zum Vortrag kommen.
Die Ostdeutsche Rundschau kündigt in einigen Ausgaben das nächste Benefiz-Monstre-Konzert für den 27. März 1904 an. Das Illustrirte Wiener Extrablatt verweist in der Ausgabe vom 27. März 1904 ebenfalls auf diese Veranstaltung in der Festhalle des Dreher Parks hin. Es werden u. a. die Komponisten und Dirigenten Karl Komzàk und Franz Lehar mitwirken. Aus der Operette von Johann Strauss „Waldmeister“ wird der Sohn des Musikdirektors Zit jun. die Ouvertüre dirigieren. Zit jun. und Tyle geben ein Flügelhornsolo zu erstaufgeführten Wiener Liedern.
Auch der „Touristenverein die Naturfreunde“ (TVN) in Wien haben die Radfahrerkapelle engagiert. In sämtlichen Lokalitäten des Dreher Parks fand z. B. am 9. März 1901 das 6. und am 8. März 1902 das 7. Touristen-Kränzchen statt.
In der Allgemeine Sport-Zeitung wird über das Schauturnen in Wien vom 30. März 1901 im Wiener Sophiensaal berichtet. Es war das 12. Gründungsfest des Vereines Deutsche Wiener Turnerschaft. Nach dem Ende der Turnvorführungen spielte die Wiener Radfahrerkapelle bis in die frühen Morgenstunden zum Tanz auf.
Das Deutsche Volksblatt kündigt am Dienstag, 25. März 1902 für das Monstre-Konzert des gleichen Tages ein ausgewähltes Programm aus dem „sensationellen W. Zit’schen Benefizkonzert vom vorgestrigen Sonntag“ an.
Im Beiblatt „Wiener Luft“ der Zeitschrift FIGARO Humoristisches Wochenblatt vom 2. Jänner 1904 werden mehrere Karnevals-Konzerte der Kapelle W. Zit angekündigt.
Das Deutsche Tagblatt berichtet am 3. Jänner 1904 über das Monstre-Konzert des Tages. Mitwirkend die Pistonvirtuosen Willi Zit und Tyle.
Das Deutsche Volksblatt berichtet sehr ausführlich über den am 22. Jänner 1914 abgehaltenen Ball der Stadt Wien. Eines der glänzendsten Ballfeste der Haupt- und Residenzstadt. Es wurde durchgehend Walzer getanzt. Die Widmungen der Komponisten Wilhelm Wacek, Johann Müller, W. Zit („Hoch Wien“), welche zum ersten Male zum Vortrag gelangten, fanden lebhaften Beifall und mussten wiederholt werden.
Am 15. August 1895 fand in Bad Vöslau ein großes Doppelkonzert der Ersten Wiener Radfahrerkapelle und der Kurkapelle des Ortes auf der Vöslauer Waldwiese statt. Anlass war der Geburtstag von Kaiser Franz Josef I (* 18. August 1830, † 21. November 1916). In Baden fand aus dem gleichen Grund ein Konzert unter Leitung von Karl Komzák junior statt.

## Werke
Kompositionen von Wenzel Zit
- Ein Ausflug in den Wienerwald - 1899
- Wiener Lieder Walzer (V.Folge) - 1900 (laut einem Programm)
- Im Wiener Volkston (Lied für Flügelhornsolo) - vor 1901 - bei Eberle / auf Postkarte
- Ein Ausflug in den Wienerwald (Tongemälde) - 1903 (laut einem Programm)
- Hoch Wien (Walzer) - Erstaufführung Benefizkonzert 5. April 1903: laut Festprogramm bzw. Ball der Stadt Wien 21. Jänner 1914
- Waldbleameln (Walzer) - op.15 N bei Robitschek /laut Pazdirek (Original handschriftl. Noten) Erstaufführung 28. Mai 1905
- Endspurt (Polka schnell) - op.16 N Bösendorfer’s Musikalienhandlung (Rudolf Bussjäger - 67)
- Die höchsten Pilger (Marsch) - N laut Pazdirek
- Distanzreiter (Marsch) - laut Pazdirek
- Feuerwehr (Polka schnell) - laut Pazdirek
- Galareigen - Fahrer (Marsch) - laut Pazdirek
- Heimkehr vom Heurigen (Juxmarsch) - N laut Pazdirek
- Schwalben-Jubiläums-Marsch - op. 126 - N bei Eberle / op.126
- Brucker Lagerleben (Couplet) - op. 325 - N bei Chmel / op. 325
- Jeritza (Marsch)
- Bergsteiger (Marsch)
- Jubiläumsmarsch - Original handschriftl. Noten - N
- Weigl Marsch (Illustrirte Wiener Extrablatt) 31. März 1901 / Programm Seite 26